# Ancienne église Sainte-Croix de Lyon
Ne doit pas être confondu avec Église Sainte-Croix de Lyon.
L’église Sainte-Croix de Lyon est un édifice religieux catholique détruit au XIXe siècle. Elle était la plus septentrionale du groupe épiscopal lyonnais comprenant la cathédrale Saint-Jean et l'ancienne église Saint-Étienne. Les vestiges de ses fondations sont aujourd’hui visibles dans le parc archéologique attenant.

## Histoire

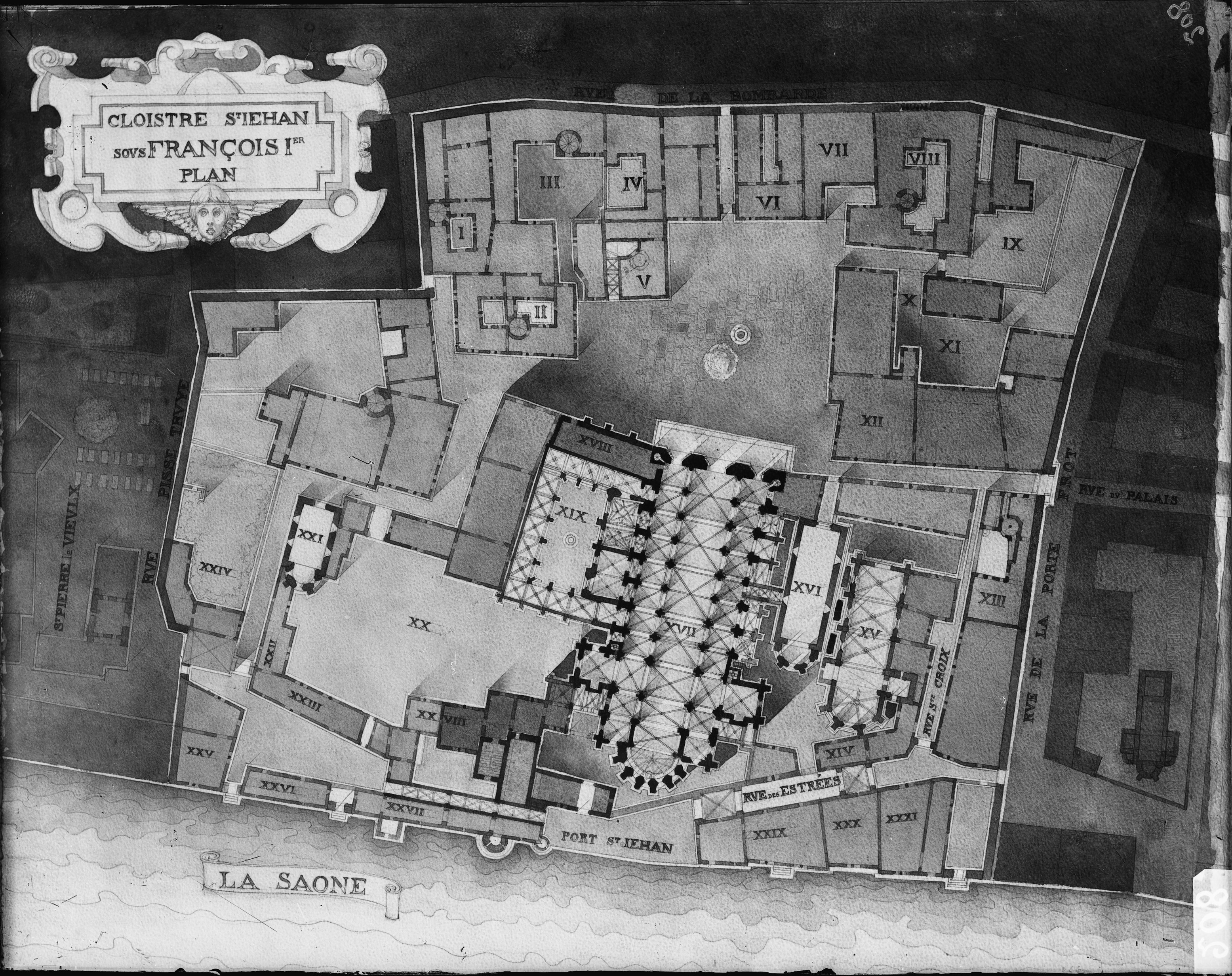
Plan du groupe épiscopal présentant l'église Sainte-Croix, au XVIe siècle.

Édifiée à l'époque mérovingienne, elle aurait remplacé une probable salle de réception dotée d’un système de chauffage datant de l'Antiquité tardive.  
Au IXe siècle, l'évêque Leidrade reconstruit le groupe cathédral, mais l'église Sainte-Croix n’y est pas mentionnée. Son vocable n’apparaît qu’à la fin du XIe siècle. Reconstruite à l'époque carolingienne, elle adopte alors la forme d'une grande église (19 m de large), à trois nefs, terminée par une abside semi-circulaire.  
Elle est rebâtie à la fin du XIe siècle, puis entre 1444 et 1452. L’église romane du XIe siècle réutilisait les structures carolingiennes : charpentée sauf l’abside voûtée, renforcée de contreforts. Utilisée comme paroisse durant tout le Moyen Âge, elle est partiellement détruite au XIXe siècle. La nef fut englobée dans un immeuble du XIXe siècle, démoli dans les années 1970.  
Connue par des plans et représentations avant sa disparition, elle se présentait comme un édifice simple : trois nefs, six travées, une abside polygonale, pour une longueur totale de 45 m.  
Des fouilles ont été menées par Jean-François Reynaud, lors d’un projet d’agrandissement du palais de justice, finalement remplacé par la création d’un parc archéologique. Celui-ci expose aujourd’hui les fondations de Sainte-Croix, celles de l’ancien baptistère et du chœur de l'église Saint-Étienne.

## Droit de sépulture

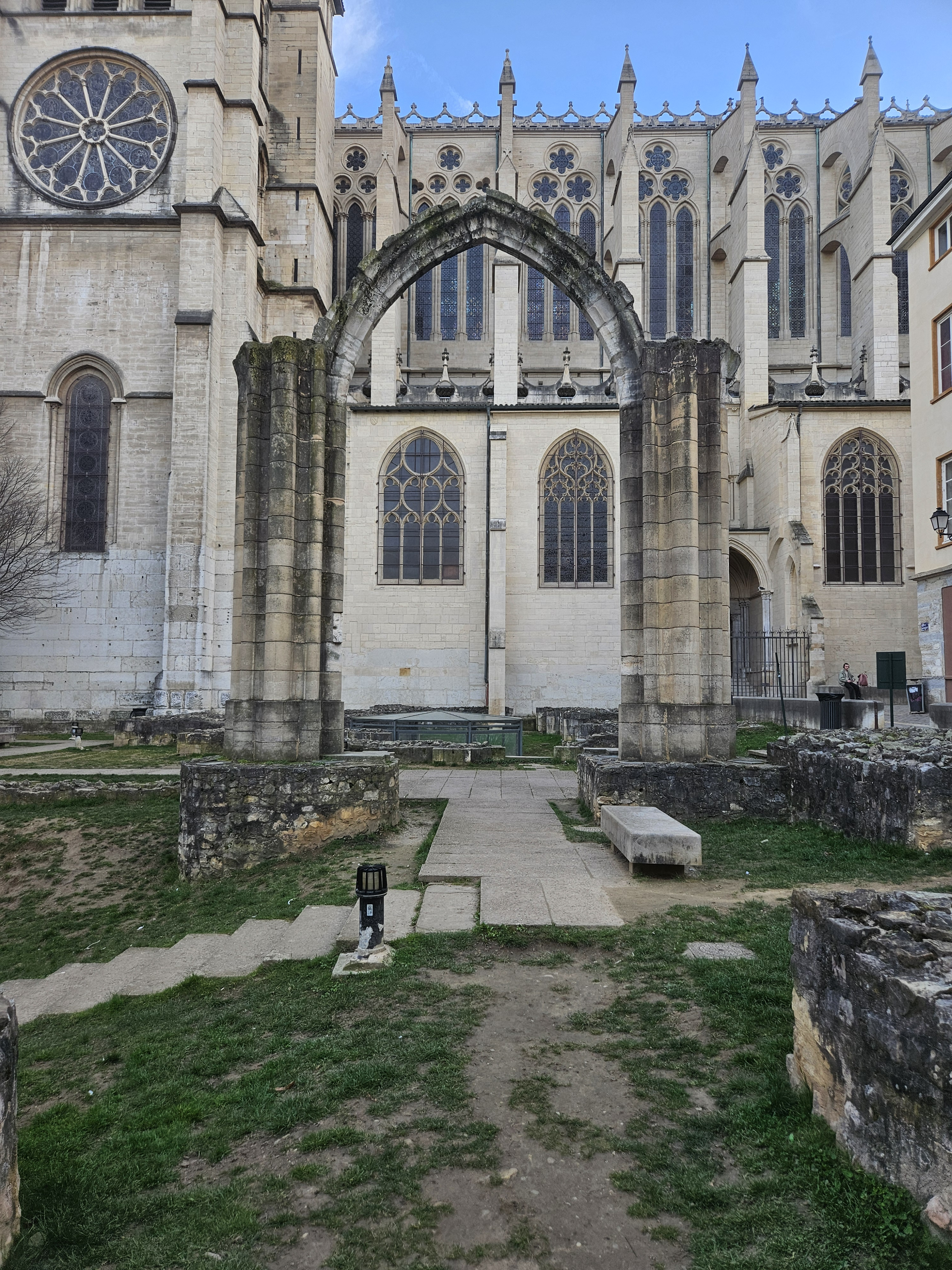
Arche de l'église Sainte-Croix, avec la cathédrale Saint-Jean en arrière-plan.

Louis Dugas de Bois-Saint-Just (1582-16..), seigneur de Bois-Saint-Just, conseiller en l'élection et échevin en 1658, acquit auprès de Claude III de Villars, mestre de camp et gentilhomme de la chambre du roi, la charge de premier président aux Cours de Lyon et une maison rue du Bœuf. À ce titre, il bénéficiait du droit de vas, soit le privilège d'une sépulture dans l’église Sainte-Croix.

### Autres références
1. ↑  Jean-François Reynaud, Le groupe épiscopal de Lyon : rapport de fouilles 1975, Lyon, Association lyonnaise de sauvetage des sites archéologiques médiévaux, 1975 ; Jean-François Reynaud, Lugdunum christianum : Lyon du IVe au VIIIe s. : topographie, nécropoles et édifices religieux, Paris, Éditions de la Maison des sciences de l'homme, 1998,  (ISBN 2-7351-0636-5).
2. ↑  Louis Morel de Voleine, Familles lyonnaises : Dugas de Bois-Saint-Just, Lyon, Aimé Vingtrinier, 1866, p. 10.
3. ↑  Jean-Baptiste Onofrio, Glossaire du langage lyonnais, Lyon, 1868, p. 428.